# Michail Nikolaevič Trigoni
Michail Nikolaevič Trigoni, in russo Михаил Николаевич Тригони? (Sebastopoli, ottobre 1850 – Balaklava, 18 luglio 1917), è stato un rivoluzionario russo, appartenente a Narodnaja Volja.

## Biografia
Michail Trigoni nacque nella nobile e ricca famiglia di Nikolaj Trigoni, un generale di origine greca che partecipò alla «guerra patriottica» del 1812, e di Ol'ga Stanjukovič (1826-1902), figlia di un ammiraglio e sorella dello scrittore Konstantin.
Il padre morì quando Michail aveva soltanto due anni. La madre, una donna di idee progressiste, lo fece studiare in casa con un precettore privato, poi nel ginnasio di Simferopol' e infine in quello di Kerč', dove conobbe e strinse amicizia con Andrej Željabov. Iscritto alla Facoltà di diritto dell'Università Novorossijskij di Odessa, si laureò nel 1875, anno in cui iniziò il suo impegno politico dedicandosi alla propaganda rivoluzionaria presso i giovani ufficiali di artiglieria.
Nel 1879, raccomandato da Željabov e da Kolodkevič, fu mandato a Pietroburgo per entrare a far parte di Narodnaja Volja, e nell'autunno del 1880 fu incaricato di dirigere il gruppo dei narodovol'cy di Odessa, in sostituzione di Vera Figner, ritornata nella capitale. Trigoni, che lavorava da assistente in uno studio legale, riuscì ad avvicinare operai, come Vasilij Merkulov, elementi della piccola borghesia, come lo studente Michail Drej, e ufficiali come Michail Ašenbrenner.
Nel gennaio del 1881 Trigoni fu convocato a Pietroburgo dal Comitato esecutivo di Narodnaja Volja per discutere sull'organizzazione dell'insurrezione che sarebbe dovuta verificarsi una volta compiuto l'attentato alla vita dello zar. L'11 marzo 1881 fu arrestato con Željabov, a seguito della delazione di Ivan Okladskij, in una pensione del Nevskij Prospekt: due giorni dopo Alessandro II veniva ucciso dalla bomba di Grinevickij.
Dal 21 febbraio 1882 fu imputato nel «processo dei 20» insieme con Kolodkevič, Barannikov, Isaev, Tat'jana Lebedeva, Michajlov, Morozov e altri tredici narodovol'cy, accusato di propaganda sovversiva, partecipazione a organizzazione rivoluzionaria e all'attentato contro l'imperatore Alessandro II. Quest'ultima accusa venne a cadere, evitandogli così la pena di morte.
Condannato a venti anni di carcere, fu detenuto per due anni nella fortezza Pietro e Paolo e dall'agosto del 1884 in quella di Šlissel'burg. Il 21 febbraio 1902, scontata la pena, fu esiliato nell'isola di Sachalin che dovette raggiungere in un lunghissimo trasferimento: per ferrovia fu condotto a Odessa e da qui, per nave, il 10 maggio giunse nell'isola del Pacifico.
Condotto nel villaggio di Rikovsk, collaborò con la municipalità occupandosi della biblioteca pubblica. Successivamente fu trasferito ad Aleksandrovk e alloggiò in casa dei coniugi Aleksandr e Ljudmila Volkenštejn, fin quando questi non si trasferirono a Vladivostok. Nel luglio del 1905 l'isola fu conquistata dalle truppe giapponesi che, tre mesi dopo, decisero la liberazione di tutti i detenuti politici.
Trigoni poté così trasferirsi in Giappone, dove si trattenne due settimane, e poi a Shanghai. Nicola II emise il 29 ottobre 1905 il decreto di amnistia per i detenuti politici e Trigoni rientrò in Russia. Non si occupò attivamente di politica: stabilitosi in Crimea, comprò della terra e si diede alla coltivazione della frutta. Poi, vendette tutto e si trasferì a Balaklava, dove morì improvvisamente di un ictus il 18 luglio 1917. Sepolto nel cimitero della città, la sua tomba si è conservata e la sua lapide fu restaurata nel 1983.